# Brent Cross (métro de Londres)
Brent Cross (en anglais : Brent Cross tube station ou Brent Cross Underground Station), est une station de la Northern line, branche Edgware, du métro de Londres, en zone 3 & 4. Elle est située sur la Highfield Avenue, à Brent Cross, sur le territoire du borough londonien de Barnet dans le Grand Londres. Son bâtiment est classé Grade II listed building.

## Situation sur le réseau
La station Brent Cross, sur la branche d'Edgware, de la ligne Northern du métro de Londres est située entre la station Hendon Central, en direction de la station terminus nord de la branche Edgware et la station Golders Green en direction du terminus sud Morden.

Plans de la ligne, du métro et des transports à Londres
Ligne Northern.
Métro.
Réseaux de Londres.

## Histoire
La station, alors dénommée Brent, est mise en service le 19 novembre 1923. Elle est renommée Brent Cross le 20 juillet 1976.

## Services aux voyageurs

### Accès et accueil
L'entrée principale de la station est située sur la Highfield Avenue, à Brent Cross.

### Desserte
La station Brent Cross est desservie par les rames de la ligne Northern du métro de Londres circulant sur la relation Edgware - Morden.

Installations et Desserte
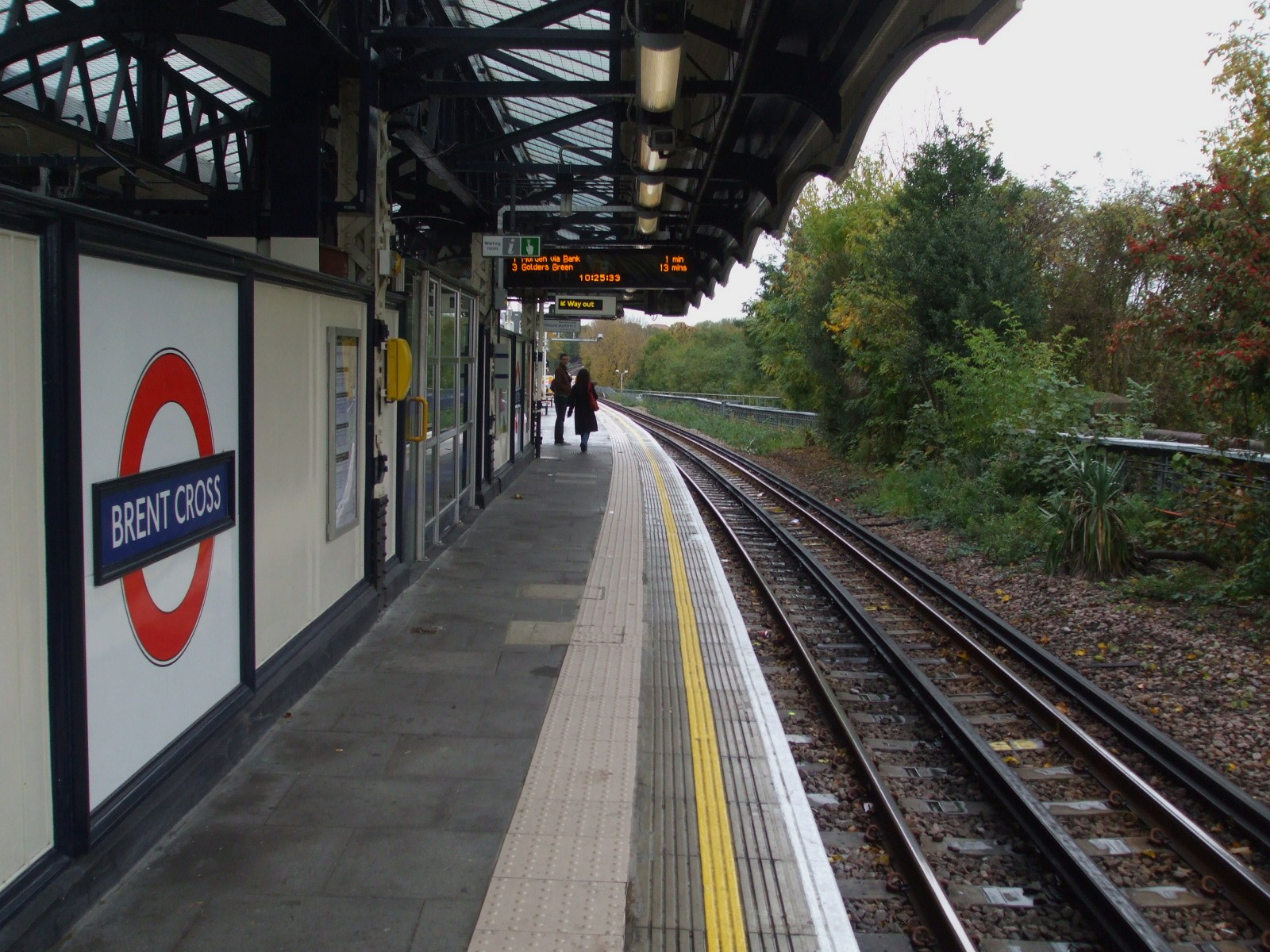
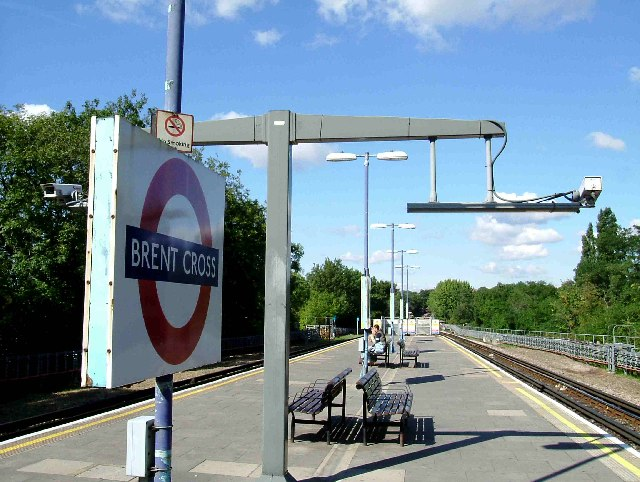
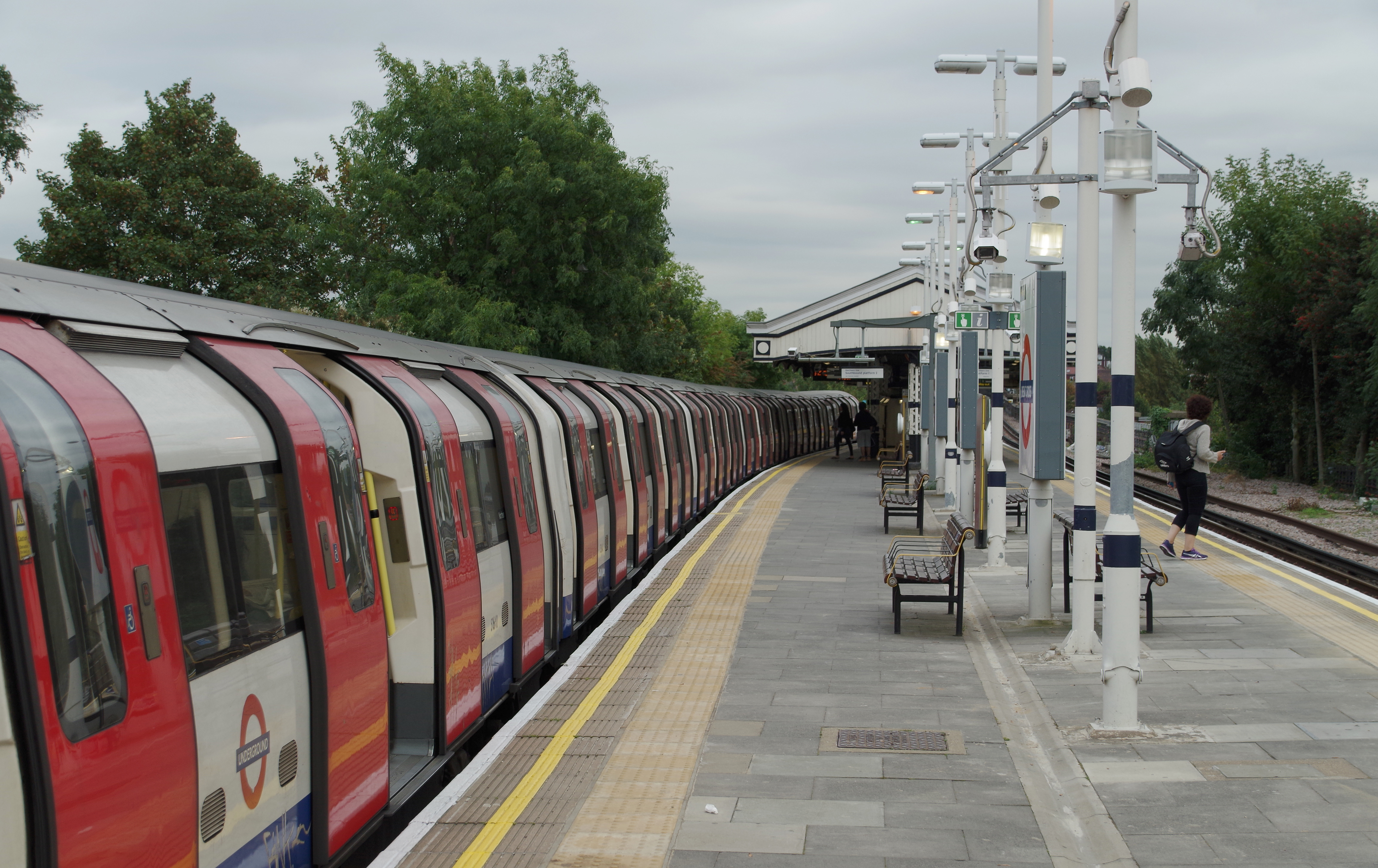

### Intermodalité
Elle est desservie par des autobus de Londres des lignes 112, 210 et 232.

## À proximité
- Brent Cross